# Васил Аврадалията
Васил Аврадалиев (Аврадалията), живял в Брацигово, е апостол за Радилово през Априлското въстание, куриер, защитаващ в Брацигово като десетник източната позиция (от Павлювата воденица до „Св. Атанас“).
Прякорът Аврадалията може да произлиза от Аврадалии (Средна гора) - изчезнало селище от турската епоха, разположено близо до Сопот (в Пловдивско е обичай да се дават прякори на заселници според града, от който са дошли).